# Burn (película)
Burn es una película estadounidense de thriller, escrita y dirigida por Mike Gan en su debut como director. Fue protagonizada por Tilda Cobham-Hervey, Suki Waterhouse, Harry Shum Jr., Shiloh Fernández y Josh Hutcherson. 
Fue estrenada el 23 de agosto de 2019 por Momentum Pictures.

## Argumento
Melinda (Tilda Cobham-Hervey) comienza el turno del autoservicio  como asistente en una estación de servicio en una fría noche de invierno al decirle primero a un hombre que bombea gasolina que no debería hacerlo mientras fuma. Solitaria e introvertida, no se opone cuando su compañera de trabajo Sheila (Suki Waterhouse), que tiene una actitud, menciona que los baños necesitan limpiarse cuando entra.
Los detalles indican que Melinda es un alma con problemas. Al necesitar pasar a un cliente, indirectamente le dice que se mueva persuadiéndolo para que pruebe los pistachos, ya que son sus favoritos (los deja caer después de moverse). Tomando un descanso, busca en su teléfono fotos de un oficial de policía del que ha estado tomando fotos discretamente en la tienda. Cuando limpia el baño de hombres, un hombre  sorprendido le dice que debe poner un letrero cuando se está limpiando. Luego mete los dedos en la cafetera caliente.
Sacando su bandeja de efectivo de la caja fuerte biométrica, comienza su turno detrás del mostrador. Sheila intenta que haga algunos movimientos de baile, luego los filma con disgusto de Melinda. Un cliente mayor le ofrece a Sheila un par de plantillas de zapatos para que permanezca parada toda la noche, pero Sheila está asustada. Sin embargo, encajan con Melinda, y ella trata de hacer las paces con el hombre abatido mientras camina afuera, sin éxito.
Mientras tanto, otro cliente, Billy (Josh Hutcherson), estaciona su vehículo robado, esconde una pistola en su espalda y se acerca a Melinda para saludarlo en la puerta principal. Un policía, el oficial Liu (Harry Shum Jr) se detiene y entabla una conversación con Melinda, quien admira su nuevo vehículo de patrulla y le pide que lo lleve, incluso si está cerca del estacionamiento. A ella le gustaría ser arrestada solo para pasar tiempo con él.
Mientras Liu compra café, Melinda toma una nueva foto y Sheila la atrapa en el acto. Melinda deja caer su teléfono, rompe la pantalla, y Liu la consuela amablemente antes de que la llamen en una alerta. Sheila la intimida para que muestre las múltiples fotos que ha tomado de Liu. Melinda está devastada y alivia el dolor fumando por la puerta trasera.
Al regresar al turno, encuentra a Billy contratando a Sheila en un palo. De una manera bastante jovial, exige dinero en efectivo y demuestra que su arma es real disparándola cuando dudan de él. No hay mucho dinero en los registros, y Sheila le dice que no tienen acceso a la caja fuerte. Él dice que realmente lo necesita para pagar a una pandilla de moteros que cruzó. Luego, en un giro de los acontecimientos bastante triste y retorcido, Melinda ofrece abrir la caja fuerte. Sheila intenta escribir una nota a otro cliente para llamar al 911, pero Melinda la toma. Entonces Melinda le dice a Billy que quiere ir con él. Se produce una lucha porque ella no entregará la mochila hasta que él diga que sí.
Cuando Billy finalmente se va con el dinero, la boca de Sheila la supera y ella lo mira con blasfemias. Él la agarra y la empuja al suelo, luego le ordena a Melinda que cierre las puertas y vaya al baño. La animosidad entre las dos chicas ha facilitado que él mejore la situación.
Billy lleva a Sheila a una sala de descanso para empleados y comienza a golpearla. Melinda se escabulle y le quema toda la mano con el café caliente esta vez ... antes de escabullirse detrás de Billy y arrojárselo a la cara. Su arma se dispara accidentalmente, matando a Sheila. Billy se desmaya, y cuando se despierta, se encuentra atado a una silla, con Melinda limpiando la sangre en silencio y el cuerpo de Sheila envuelto en una lona. Melinda finalmente ha tenido suficiente. Ahora puede comenzar a vengarse de Billy por cada maltrato que ha recibido de otros. De una manera tan tranquila y metódica.
Melinda y Billy conversan, y él la habla a pesar de que no le importa nada de ella. No quería llevarla con ella antes. A petición suya, ella consigue un cigarrillo, aspirina (realmente medicina para la disfunción eréctil) y agua, luego procede a violarlo con los ojos y la boca cerrados. Eventualmente, él puede rasgar la cinta que sostiene uno de sus brazos, tirando a su asaltante. Luego, todo se convierte en un juego de gato y ratón en la pequeña habitación, mientras un ciego Billy va tras una Melinda asustada y sádica. Lo golpean una vez más cuando golpea la puerta de un casillero y todo vuelve a estar en silencio. Melinda guarda su arma, toma la mochila con dinero, endereza la habitación y se va.
Melinda abre silenciosamente la puerta de entrada para un cliente, que luego la regaña por no tomar café caliente. Detrás del mostrador, incapaz de aguantar más, Melinda le pone la pistola en la barbilla brevemente antes de derrumbarse y sollozar, diciéndole al cliente que la deje sola. Perry (Shiloh Fernández), el novio de Sheila, pronto aparece para llevarla a su casa, pero Melinda le dice que no está allí. Perry no le cree cuando encuentra su teléfono en el suelo.
En desesperada angustia, Melinda le dice a un curioso Perry que Sheila se ha ido con otro chico. No sabe qué nombre ni a qué hotel fueron, pero esta mentira saca a Perry por la puerta.
Melinda sale por la puerta de atrás e intenta encontrar un lugar para enterrar los cuerpos. El suelo es muy duro y frío. Delante de la tienda, encuentra una pala. Ahí es cuando la pandilla de motociclistas llega buscando a Billy. Ella hace guardia en la puerta principal y dice que no lo ha visto. No los dejará entrar. Dice que la tienda está cerrada, a pesar de que el letrero dice 24 horas. Cuando los amenaza con su arma, sacan la suya hasta que su líder los obliga a retroceder. Hay cámaras de seguridad. Se van rápidamente.
Melinda no puede entrar en la caja donde se almacenan los datos de vigilancia para destruirlos. Se para afuera del frente de la tienda, pensando. Melinda fuma y enciende su encendedor. Entonces ella recuerda algo. La regla de no fumar. Ella está en una estación de servicio. Ella comienza a llenar contenedores con gas.
El oficial Liu aparece, reconociendo el auto de Billy como robado. Él le pregunta a Melinda, quien dice que no ha visto nada sospechoso. Todo está bien. Él llama y despierta al gerente para que acceda a los datos de vigilancia. Detrás del mostrador, Melinda busca lentamente su arma y la guarda en el bolsillo. Cuando Liu le pregunta a Melinda, lentamente lo está perdiendo nuevamente. Él dice que se preocupa por ella, pero ¿por qué decirlo ahora? Ella no le cree. Melinda intenta evitar que Liu busque en la tienda, pero al no encontrar nada, se va. Billy ha escapado, dejando solo bridas.
Melinda comienza a radiestesar la tienda con gasolina. Oye que Billy viene de atrás y se esconde detrás de los estantes. Él mata el poder, que bloquea las puertas delanteras. Perry regresa, sospechoso de la desaparición de Sheila. Billy escapa por la puerta de atrás y la barrica con contenedores de basura, luego estrangula a Perry al frente. Melinda llama a Liu y finalmente admite sus mentiras y su necesidad de ayuda. No, las cosas no están bien. Billy golpea el Jeep de Perry en las puertas delanteras, rompiendo el cristal.
Acorralado en una esquina con su arma apuntando directamente hacia ella, Melinda le suplica a Billy que simplemente tome el dinero y se vaya. Pero eso no es lo suficientemente bueno para Billy después de lo que ella le hizo. Él dispara una bala del arma, que enciende el gas. Mientras grita por las quemaduras, Melinda agarra un extintor de incendios y escapa por la puerta principal. Pronto se oyen sirenas y Liu está a su lado. Liu ayuda a Melinda a entrar cuidadosamente en su auto y la consuela. Finalmente es cuando Melinda cree que alguien se preocupa por ella.

## Reparto
- Tilda Cobham-Hervey como Melinda.
- Suki Waterhouse como Sheila.
- Harry Shum, Jr. como Oficial Liu.
- Shiloh Fernandez como Perry.
- Josh Hutcherson como Billy.
- Keith Leonard como Daryl.
- Angel Valle como Cory.
- John Hickman como Bruce.
- Wayne Pyle como Fred.
- Winter-Lee Holland como Doris.
- Rob Figueroa como Phillip.
- Doug Motel como Howard.
- James Devoti como Dominic.
- Joe James como Marcus.
- Malina Moye como despachadora de policía.

## Producción
En febrero de 2018, se anunció que Tilda Cobham-Hervey, Suki Waterhouse y Josh Hutcherson se habían unido al elenco de la película, con Mike Gan como director de un guion que escribió. En marzo de 2018, se anunció que Shiloh Fernandez y Harry Shum, Jr. se unieron al elenco de la película. En mayo de 2018, se anunció que la película había sido renombrada de Plume a Burn.

### Rodaje
La fotografía principal comenzó en marzo de 2018.

## Estreno
Fue estrenada el 23 de agosto de 2019 por Momentum Pictures.

## Recepción

### Taquilla
Burn recaudó $0 en Norteamérica y $22,729 en otros territorios.

### Crítica
En el sitio web del agregador de reseñas Rotten Tomatoes, la película tiene una calificación de aprobación del 58% basada en 12 reseñas, con una calificación promedio de 6.59/10. En Metacritic, la película tiene una calificación de 50 de 100, basada en 4 críticos, lo que indica "críticas mixtas o promedio".